# Праздник туркменского скакуна
«День туркменского скакуна» (туркм. Türkmen atynyň güni) — национальный праздник, который ежегодно отмечается в Туркменистане в последнее воскресенье апреля. Праздник посвящён ахалтекинской лошади — древнейшей из культурных пород лошадей.

## История
Праздник был установлен в 1992 году.
Накануне праздника проводятся заседания Международной ассоциации ахалтекинского коневодства, выставки-ярмарки и международные научные конференции. Центром праздника уже традиционно является Международный конноспортивный комплекс, который находится в Прикопетдагской долине. В день праздника проводится конкурс на звание чемпиона породы среди скакунов, скачки, соревнования по конкуру, выступления джигитов, танцевальные представления с участием лошадей, выставка — выводка ахалтекинских коней. После проходит церемония награждения победителей праздничных скачек и других конноспортивных турниров. Гостями праздника часто становятся лидеры иностранных государств.
Правительство Туркменистана делает немало, чтобы празднование проходило максимально широко. По всей стране проходят концерты, выставки, литературно-музыкальные и поэтические вечера, чествования коневодов и сейисов страны.